# 말레쿨라섬
말레쿨라섬(Malekula) 또는 말라쿨라섬(Malakula)은 바누아투의 섬으로, 바누아투에서 두 번째로 큰 섬이다. 행정 구역상으로는 말람파 주에 속한다.